# Wolfgang Schieren

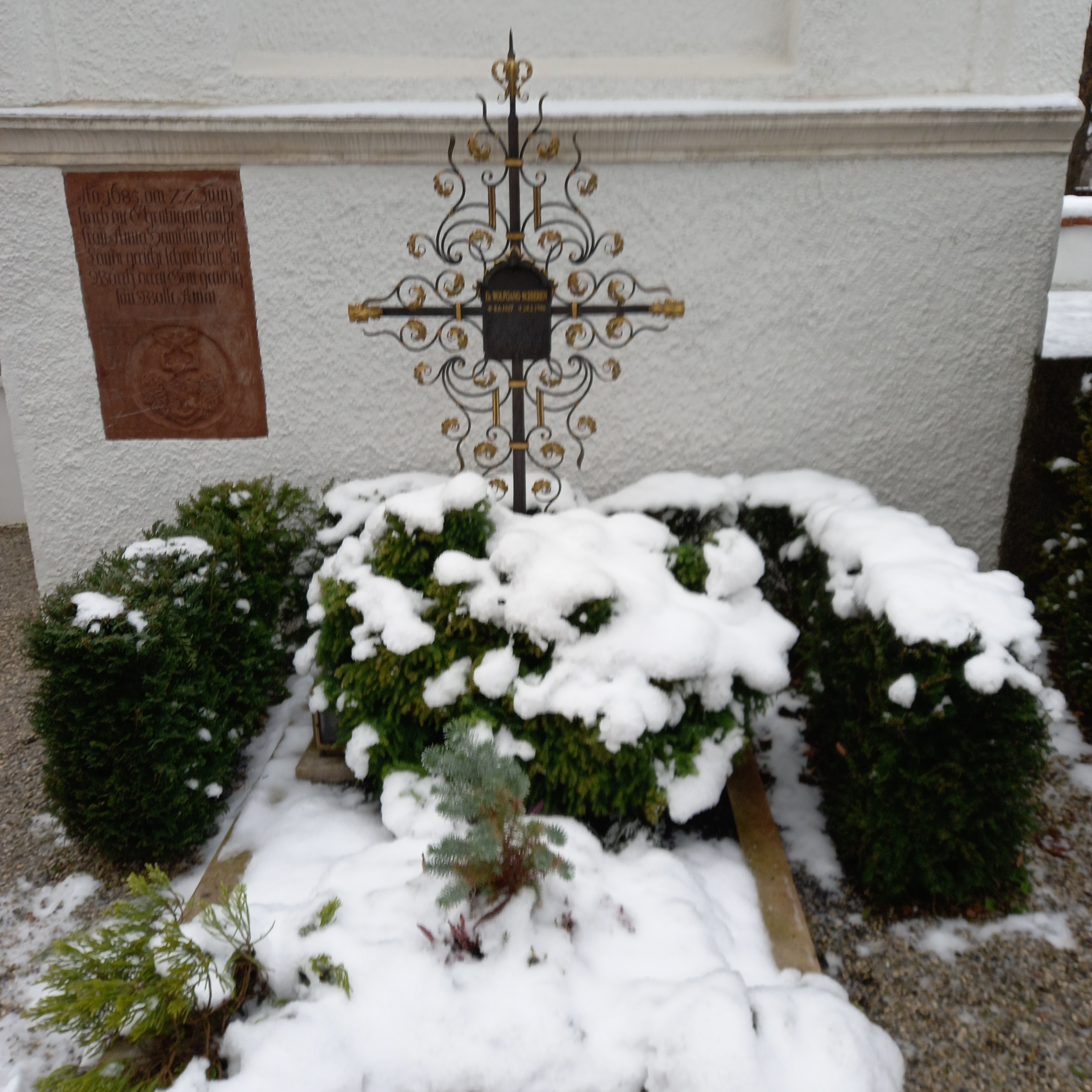
Das Grab von Wolfgang Schieren auf dem Friedhof von St. Lorenz (München)

Wolfgang Schieren (* 8. Juni 1927  in Herzogenrath; † 24. Februar 1996 in München) war ein deutscher Versicherungsmanager und von 1971 bis 1991 Vorstandsvorsitzender der Allianz AG.

## Leben
Schieren wurde 1927 in Herzogenrath bei Aachen geboren. Als 14-Jähriger verlor er seinen Vater, ein Jahr später wurde er Flakhelfer. Mit 17 meldete er sich freiwillig als Offiziersanwärter an die Front. Er geriet für drei Jahre in französische Gefangenschaft und kam als Spätheimkehrer zurück. Er studierte Rechtswissenschaften an der Universität Tübingen und wurde dort Mitglied des Corps Borussia Tübingen (KSCV) sowie später Mitglied des Corps Marcomannia Breslau zu Köln (KSCV). 1955 wurde Schieren mit der Dissertation zum Thema Die sozial ungerechtfertigte Kündigung nach § 1 Kündigungsschutzgesetz vom 10. August 1951 an der Universität zu Köln zum Dr. jur. promoviert.
Schieren wurde siebter Generaldirektor in der Geschichte der Allianz und war von 1971 bis 1991 Vorstandsvorsitzender der Allianz AG. Er war ein wesentlicher Befürworter und als solcher verantwortlich für die Globalisierung der Allianz AG. Der Vorgänger von Henning Schulte-Noelle leitete die weltweite Expansion des Versicherungskonzerns in 70 Ländern ein und festigte die Allianz AG als Globales Unternehmen. 1990 kaufte die Allianz für 5,3 Mrd. DM die Herrschaft über den amerikanischen Versicherungskonzern Fireman’s Fund., was sich später als ein großer wirtschaftlicher Fehler herausstellte. Ebenfalls 1990 sicherte sich die Allianz die Mehrheit der Staatliche Versicherung der DDR.
Der Spiegel nannte 1990 Schieren den „heimlichen Regisseur der deutschen Wirtschaft“. Die Allianz war zum Versicherungskonzern Nr. 1 in Europa aufgestiegen.
Von 1991 bis zu seinem Tod 1996 war er Aufsichtsratsvorsitzender der Allianz AG. Er war Mitglied verschiedener Aufsichtsräte, beispielsweise stellvertretender Aufsichtsratschef der Münchener Rückversicherungs-Gesellschaft und der Beiersdorf AG (AR-Chef 1990).
Der Stifterverband für die Deutsche Wissenschaft und die Allianz AG haben die Stiftungsprofessur des Lehrstuhls Dr. Wolfgang Schieren-Lehrstuhl für Versicherungs- und Risikomanagement an der wirtschaftswissenschaftlichen Fakultät der Humboldt-Universität ins Leben gerufen. Erster Lehrstuhlinhaber zum 1. April 1999 war Helmut Gründl.
Der mit 10.000 Euro dotierte Dr. Schieren-Förderpreis wird von Anneliese und Wolfgang Schieren-Stiftung in jährlichem Turnus für hervorragende wissenschaftliche Leistungen auf dem Gebiet des Versicherungs- und Risikomanagements durch die HU Berlin verliehen.
Schieren lebte in München-Bogenhausen (Herzogpark).

## Auszeichnungen
- 1978: Bayerischer Verdienstorden
- 1987: Großes Verdienstkreuz mit Stern der Bundesrepublik Deutschland
- 1992: Großes Verdienstkreuz mit Stern und Schulterband
- Offizier der Ehrenlegion

## Zitate
- „Wenn ich einen Liter Milch brauche, kaufe ich nicht gleich eine Kuh.“ (Wolfgang Schieren)